# Chondrosteozaur
Chondrosteozaur (Chondrosteosaurus gigas) – czworonożny, roślinożerny dinozaur z grupy zauropodów.
Inne nazwy:

Chondrosteus

Eucamerotus
Znaczenie jego nazwy – jaszczur chrzęstnokostny.
Żył w epoce wczesnej kredy (ok. 132-121 mln lat temu) na terenach obecnej Europy. Jego szczątki znaleziono w Anglii (na południowym wybrzeżu wyspy Wight).